# Muzeum Artizon
Muzeum Artizon (anglicky Artizon Museum, do roku 2018 Bridgestone Museum of Art) je umělecká galerie v Tokiu. Muzeum založil v roce 1952 Šódžiró Išibaši, zakladatel firmy Bridgestone Tyre (jeho příjmení znamená kamenný most, anglicky bridge of stone). Nové jméno muzea, Artizon, je složeno z anglických slov art (umění) a horizon (horizont). Těžištěm sbírky muzea jsou impresionisté, postimpresionisté a japonští, evropští a američtí umělců dvacátého století a také keramická díla ze starověkého Řecka. Z evropských mistrů jsou zastoupeni například Edgar Degas,
Auguste Renoir,
Camille Pissarro,
Édouard Manet,
Vincent van Gogh,
Paul Gauguin,
Gustave Moreau,
Paul Cézanne,
Claude Monet,
Amedeo Modigliani,
Maurice Denis,
Georges Rouault,
Pablo Picasso a Paul Klee.
K vystaveným japonským umělcům paří Narašige Koide, Cuguharu Fudžita, Takedži Fudžišima  a Šigeru Aoki.

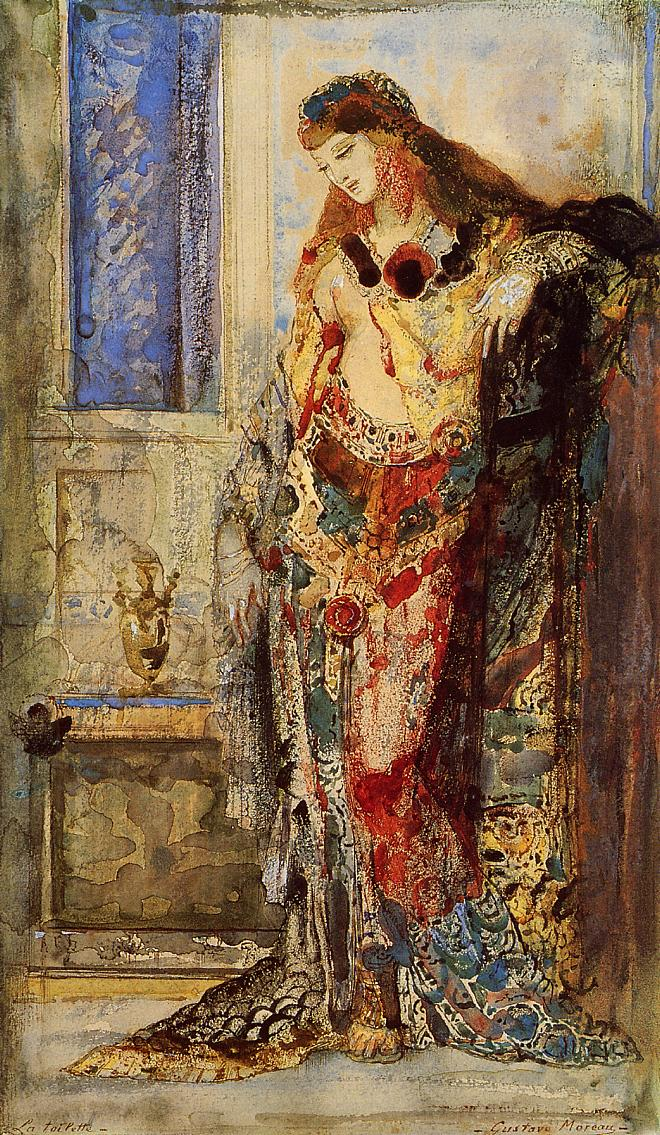
Gustave Moreau: La Toilette
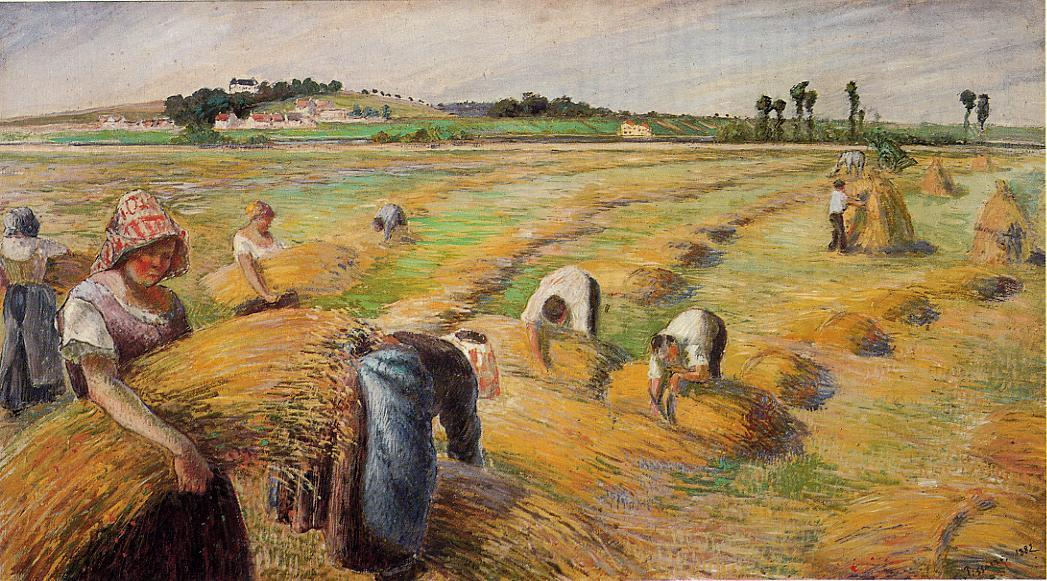
Camille Pissarro: Žeň
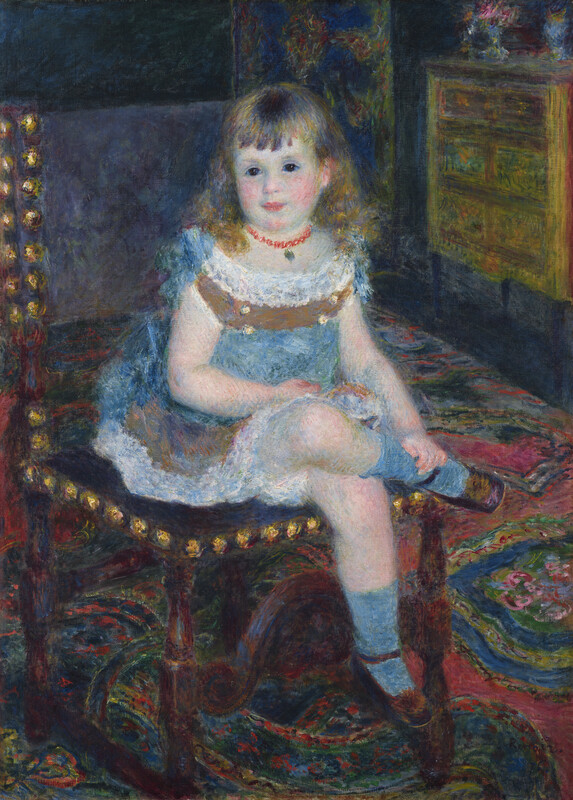
Pierre-Auguste Renoir: Sedící Georgette Charpentierová
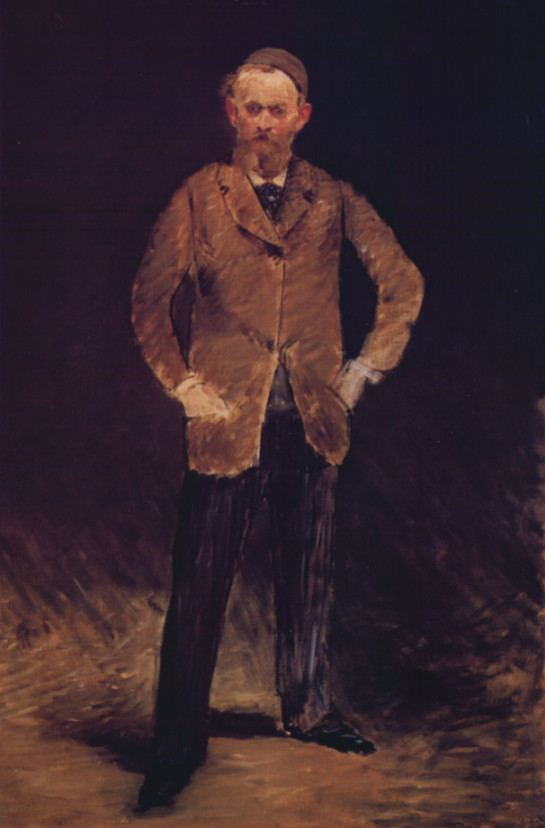
Édouard Manet: Autoportrét v čepičce
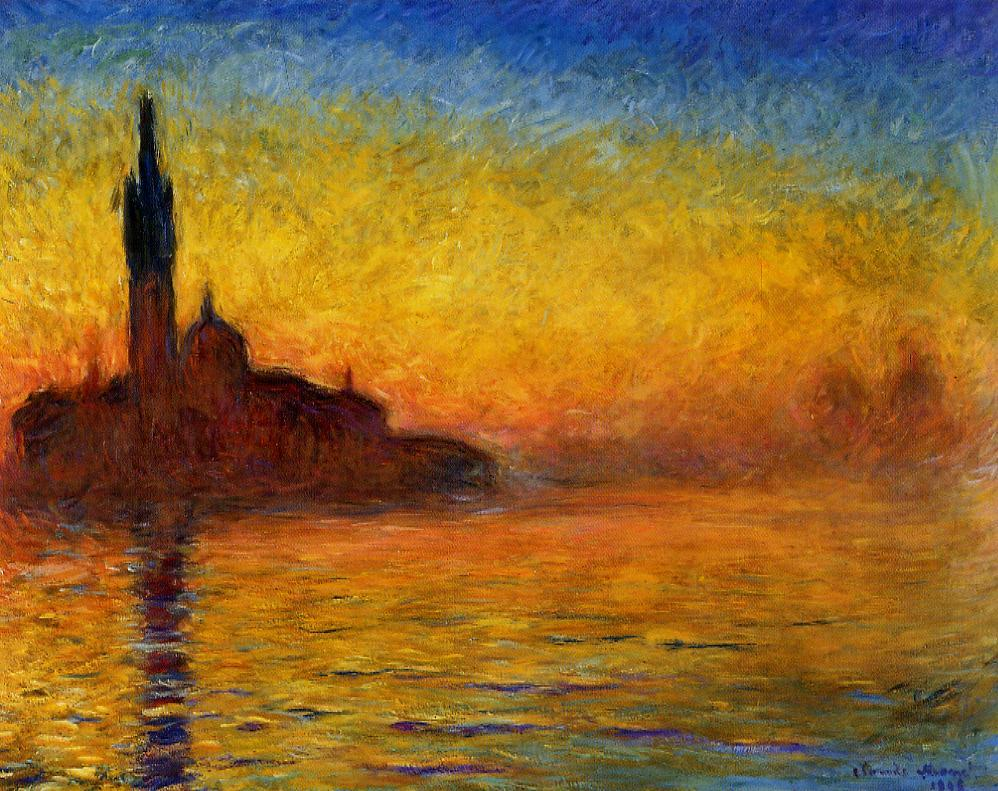
Claude Monet: Soumrak v Benátkách
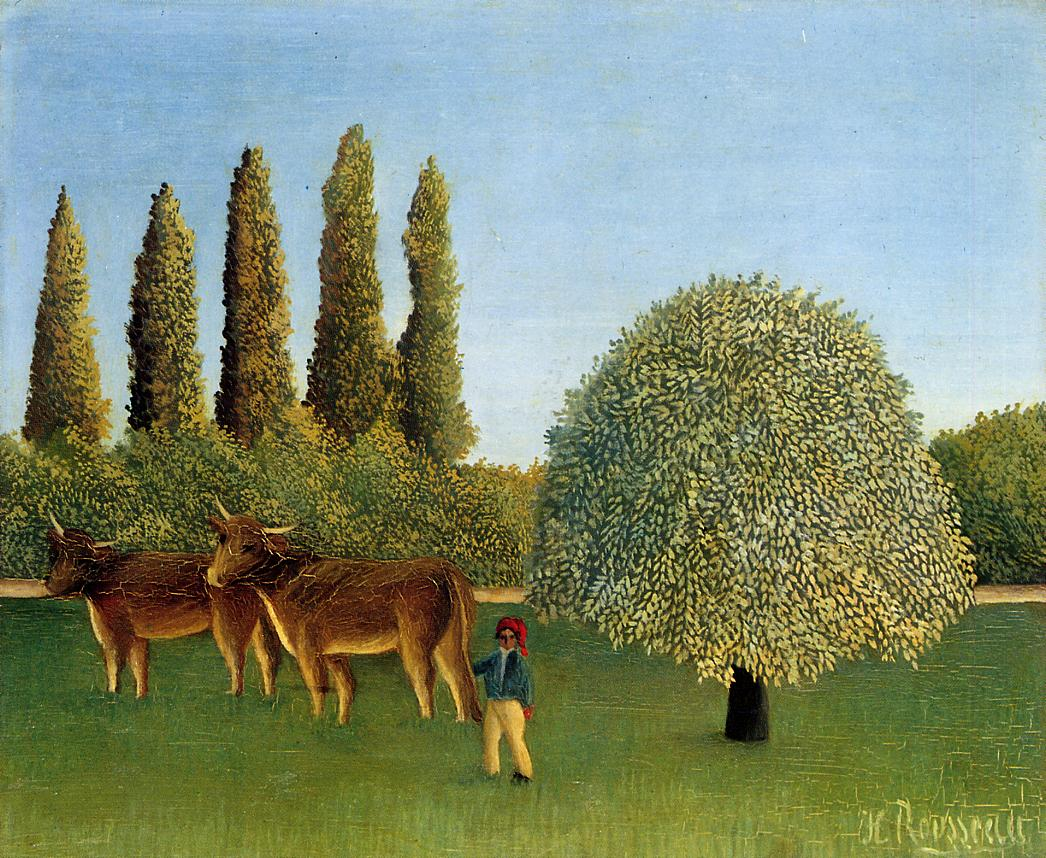
Henri Rousseau: Krajina s loukou
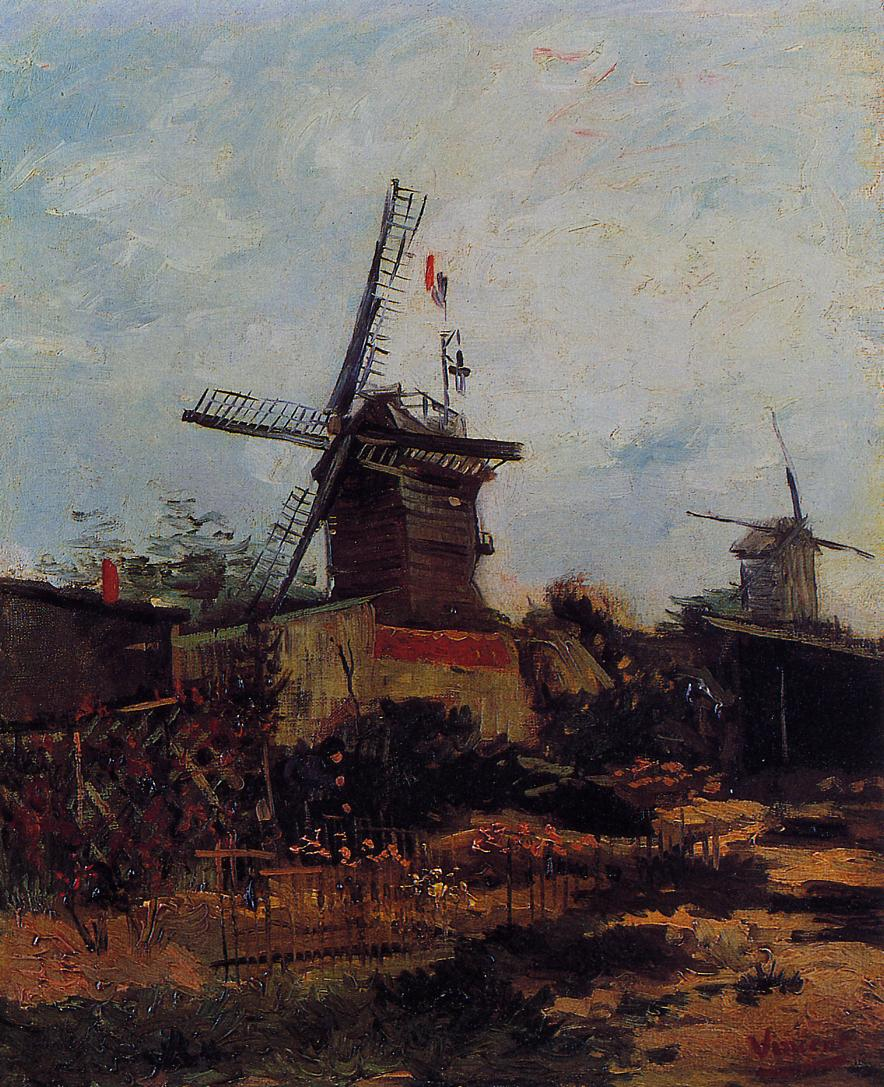
Vincent van Gogh: Le Moulin de Blute-Fin
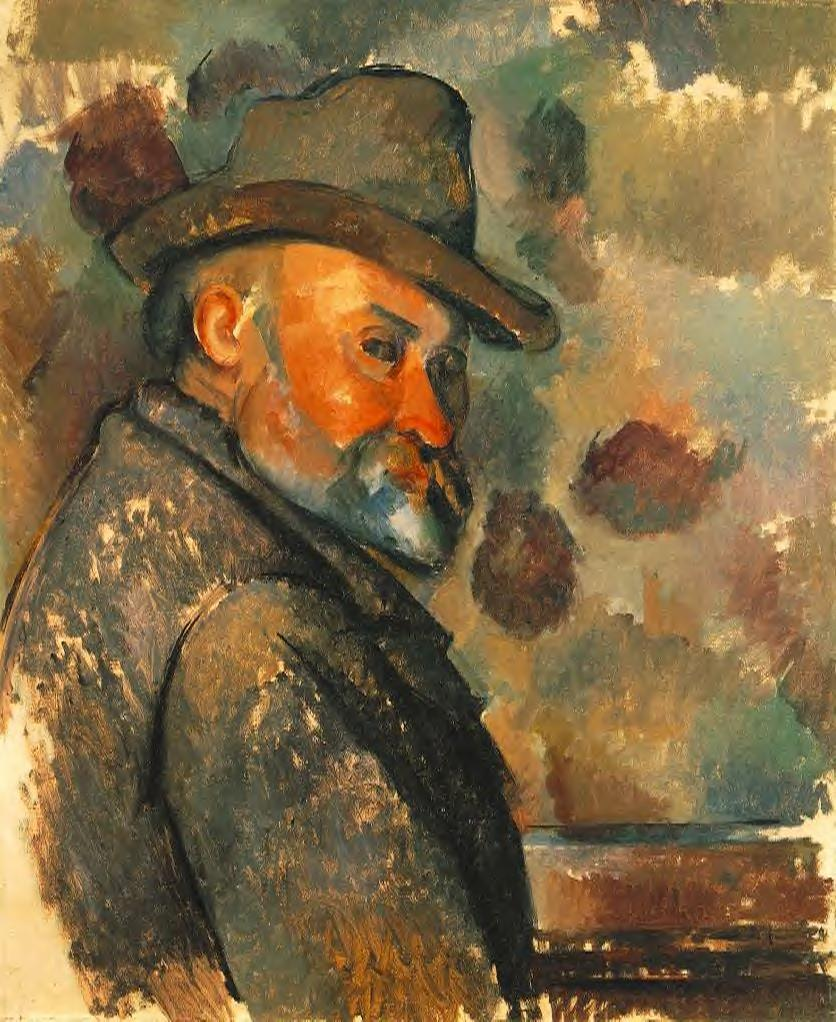
Paul Cézanne: Autoportrét v plstěném klobouku
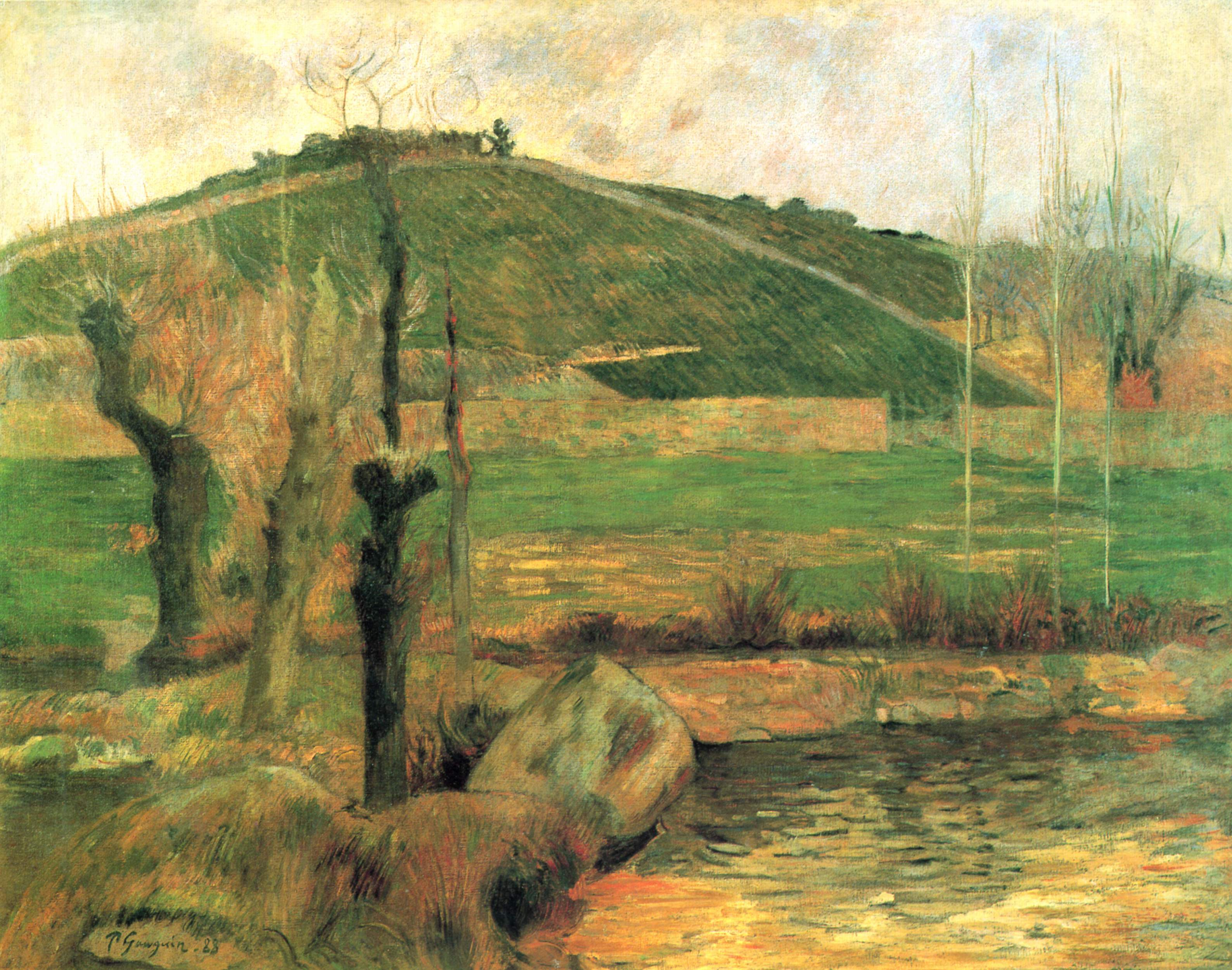
Paul Gauguin: Pohled na Sainte-Marguerite poblíž Pont-Avenu
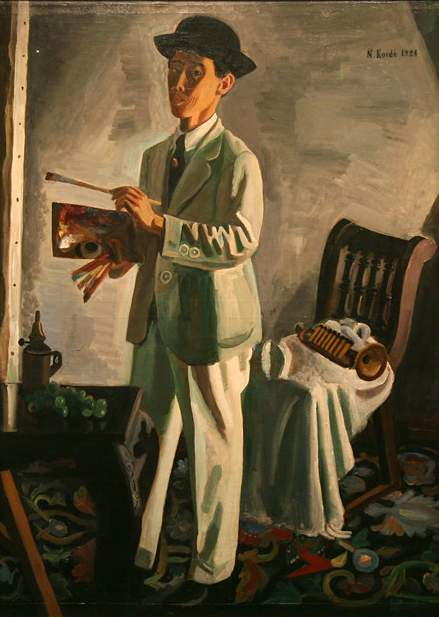
Narašige Koide: Autoportrét